# Big Three (tenis)
Big Three este supranumele pentru trio-ul format din Roger Federer, Rafael Nadal și Novak Djokovic, fiecare considerat a fi printre cei mai mari jucători de tenis ai tuturor timpurilor. Trio-ul a dominat tenisul masculin de simplu timp de aproape două decenii, câștigând împreună 66 de turnee majore de simplu; Djokovic cu un record de 24 de titluri, Nadal cu 22 de titluri și Federer cu 20 de titluri. Ei au fost clasați pe locul 1 mondial la simplu pentru un total de 947 săptămâni (echivalentul a 18 ani); Djokovic deține un record de 428 de săptămâni, Federer 310 și Nadal 209. Unul dintre cei trei a încheiat sezonul ca jucătorul numărul 1 de la sfârșitul anului în fiecare an, din 2004 până în 2021, cu excepția anului 2016. Ei au ocupat primele trei poziții ale clasamentului ATP de la sfârșitul anului de opt ori; în 2007, 2008, 2009, 2010, 2011, 2014, 2018 și 2019.
Înainte de adoptarea termenului Big Three, existau Big Four, folosit pentru a descrie cvartetul mai mare format din Federer, Nadal, Djokovic și Andy Murray din aproximativ 2008 până în 2017, deși termenul este încă folosit ocazional atunci când se referă la grupul din acea perioadă. Ei au reprezentat o parte critică a ceea ce a fost etichetat ca o nouă „Eră de Aur” în tenisul masculin.
Federer a fost primul care a ajuns la performanță după ce a câștigat Wimbledon în 2003 și a devenit numărul 1 mondial după ce a câștigat Australian Open în 2004. Nadal a urmat în 2005 cu un triumf la French Open la prima sa încercare, inclusiv o victorie asupra lui Federer, iar duo-ul a ocupat primele două locuri ale clasamentului ATP din iulie 2005 până în august 2009. Din 2007, Djokovic și Murray au contestat cu consecvență dominația lui Federer și Nadal. Până în 2011, Nadal a declarat că dominația sa comună cu Federer s-a încheiat, în urma ascensiunii lui Djokovic și mai târziu a lui Murray. Djokovic a fost un jucător dominant de la începutul anului 2011, apropiindu-se sau depășind treptat realizările carierei lui Federer și Nadal. În ciuda pauzelor ocazionate de accidentări ale membrilor individuali ai celor Trei Mari, aceștia și-au menținut dominația colectivă la turneele de Grand Slam până în 2022. Cu toate acestea, apariția de noi jucători, denumiți în mod obișnuit „Next Gen”, le-a temperat dominația la Turneul Campionilor și turnee ATP 10000 din 2017.
Big Four au ocupat în mod regulat primele patru locuri în clasamentul de sfârșit de an între 2008 și 2013 și au fost clasați pe primele patru locuri la sfârșitul anului din 2008 până în 2012, cea mai lungă perioadă de dominație pentru orice cvartet de jucători din istoria tenisului. Ei au ocupat primele două locuri în mod continuu din 25 iulie 2005 până în 14 martie 2021, precum și primele două locuri din 2 februarie 2004 până în 28 februarie 2022, ceea ce înseamnă că nici un jucător din afara celor patru mari nu a fost clasat pe locul 1 mondial timp de 18 ani sau a fost în top 2 timp de aproape 16 ani. Toți patru au ajuns numărul 1 mondial: Djokovic a fost numărul 1 pentru un record de 428 de săptămâni, Federer timp de 310 săptămâni, Nadal timp de 209 săptămâni și Murray timp de 41 de săptămâni. Djokovic a fost numărul 1 la sfârșitul anului pentru un record de opt ani, cu Federer și Nadal la cinci fiecare, iar Murray la unul.
La turneele de Grand Slam, trio-ul este liderul tuturor timpurilor la titlu; Djokovic a câștigat 24 de competiții majore, Nadal 22 iar Federer 20. Nadal a câștigat un record de 14 titluri la French Open, Djokovic un record de 10 titluri la Australian Open, iar Federer un record de opt titluri la Wimbledon. Fiecare dintre ei a finalizat un Grand Slam în carieră câștigând toate cele patru turnee majore cel puțin o dată, Nadal reușind acest lucru de două ori iar Djokovic de trei ori. Djokovic a finalizat un Grand Slam non-calendaristic, devenind singurul om din istorie care a deținut toate cele patru majore simultan pe trei suprafețe diferite. Nadal și Djokovic au obținut fiecare un Surface Slam câștigând majore pe terenuri dure, pe zgură și iarbă într-un an calendaristic, devenind singurii jucători masculin din istorie care au făcut acest lucru. Trio-ul a finalizat fiecare câte un Channel Slam (French Open și Wimbledon în același an), Nadal l-a realizat de două ori. La turneele ATP Masters, Djokovic conduce cu un record de 40 de titluri, urmat de Nadal cu 36 și Federer cu 28. Djokovic este singurul jucător care a obținut Mastersul de Aur al carierei câștigând toate cele nouă turnee Masters, o performanță pe care a realizat-o de două ori. La finala ATP, au câștigat 13 titluri, Djokovic câștigând 7 titluri și Federer șase titluri.
Reprezentând țările lor, cei patru mari au jucat un rol vital în conducerea țărilor lor către victorie la Cupa Davis, Cupa ATP și Jocurile Olimpice. La Cupa Davis, Nadal a ajutat Spania să câștige titlul în cinci ediții, Djokovic și Federer au ajutat Serbia (2010) și Elveția (2014) să câștige primul lor titlu în competiție, iar Murray a ajutat Marea Britanie să câștige titlul în 2015. Djokovic a condus Serbia la victorie în ediția inaugurală din 2020 a Cupei ATP. La Jocurile Olimpice, cei patru mari au câștigat șase medalii de aur, două de argint și una de bronz: Murray a câștigat un record de două medalii de aur la simplu și una de argint la dublu mixt, Djokovic a câștigat o medalie de aur și una de bronz la simplu (completând un Super Slam al carierei), Nadal a câștigat o medalie de aur la simplu (în urma căreia a realizat un Golden Slam al carierei) și una de aur la dublu, Federer a câștigat o medalie de argint la simplu și una de aur la dublu. Federer este singurul membru care a câștigat Cupa Hopman pentru țara sa, în 2001, 2018 și 2019.

## Statistici carieră
| C | F | SF | QF | #R | RR | Q# | P# | DNQ | A | Z# | PO | Au | Ag | Br | NMS | P | NH |

### Turnee de Grand Slam
Cei Trei Mari sunt primii trei lideri la masculin din toate timpurile în titlurile de Grand Slam la simplu câștigate, precum și în finalele atinse. Djokovic a ajuns la 33 de finale, Federer la 31 de finale și Nadal la 30 de finale. Ei sunt singurii trei jucători masculini din istorie care au câștigat opt sau mai multe titluri de simplu la un singur turneu de Grand Slam: Nadal cu 14 titluri la French Open, Djokovic cu 10 titluri la Australian Open și Federer cu 8 titluri la Wimbledon.

#### Cronologia celor mai bune rezultate generale
- De la prima victorie de Slam câștigată.

| Grand Slam      | 2003 | 2004 | 2005 | 2006 | 2007 | 2008 | 2009 | 2010 | 2011 | 2012 | 2013 | 2014  | 2015 | 2016 | 2017 | 2018 | 2019 | 2020 | 2021 | 2022 | 2023 | 2024 | 2025 | SR    |
| --------------- | ---- | ---- | ---- | ---- | ---- | ---- | ---- | ---- | ---- | ---- | ---- | ----- | ---- | ---- | ---- | ---- | ---- | ---- | ---- | ---- | ---- | ---- | ---- | ----- |
| Australian Open | 4R F | C F  | SF F | C F  | C F  | C D  | C N  | C F  | C D  | C D  | C D  | F N   | C D  | C D  | C F  | C F  | C D  | C D  | C D  | C N  | C D  | SF D | SFD  | 18/21 |
| French Open     | 1R F | 3R F | C N  | C N  | C N  | C N  | C F  | C N  | C N  | C N  | C N  | C N   | F D  | C D  | C N  | C N  | C N  | C N  | C D  | C N  | C D  | QFD  | SFD  | 18/22 |
| Wimbledon       | C F  | C F  | C F  | C F  | C F  | C N  | C F  | C N  | C D  | C F  | F D  | C D   | C D  | SF F | C F  | C D  | C D  | NH   | C D  | C D  | F D  | FD   |      | 17/20 |
| US Open         | 4R F | C F  | C F  | C F  | C F  | C F  | F    | C N  | C D  | F D  | C N  | SF DF | C D  | F D  | C N  | C D  | C N  | 4R D | F D  | 4R N | C D  | 3RD  |      | 13/22 |

### Turneul Campionilor

#### Cronologia celor mai bune rezultate generale
- Din anul primei calificări la Turneul Campionilor.

| Turneul Campionilor | 2002 | 2003 | 2004 | 2005 | 2006 | 2007 | 2008 | 2009 | 2010 | 2011 | 2012 | 2013 | 2014 | 2015 | 2016 | 2017 | 2018 | 2019 | 2020 | 2021 | 2022 | 2023 | 2024 | 2025 | SR    |
| ------------------- | ---- | ---- | ---- | ---- | ---- | ---- | ---- | ---- | ---- | ---- | ---- | ---- | ---- | ---- | ---- | ---- | ---- | ---- | ---- | ---- | ---- | ---- | ---- | ---- | ----- |
| Turneul Campionilor | SFF  | CF   | CF   | F    | CF   | CF   | CD   | SFF  | CF   | CF   | CD   | CD   | CD   | CD   | FD   | SFF  | FD   | SFF  | SFDN | SFD  | CD   | CD   | A    |      | 13/22 |

### Titluri câștigate la cele mai importante turnee
| Titluri | Jucător        | Grand Slams | Grand Slams | Grand Slams | Grand Slams | Turneul Campionilor | ATP 1000 | ATP 1000 | ATP 1000 | ATP 1000 | ATP 1000 | ATP 1000 | ATP 1000 | ATP 1000 | ATP 1000 | Jocuri Olimpice |
| Titluri | Jucător        | AO          | RG          | WIM         | USO         | Turneul Campionilor | IW       | MIA      | MON      | MAD      | ROM      | CAN      | CIN      | SHA      | PAR      | Jocuri Olimpice |
| 72      | Novak Djokovic | C (10)      | C (3)       | C (7)       | C (4)       | C (7)               | C (5)    | C (6)    | C (2)    | C (3)    | C (6)    | C (4)    | C (4)    | C (4)    | C (7)    |                 |
| 59      | Rafael Nadal   | C (2)       | C (14)      | C (2)       | C (4)       | F (2)               | C (3)    | F (5)    | C (11)   | C (5)    | C (10)   | C (5)    | C (1)    | F (2)¤   | F (1)    |                 |
| 54      | Roger Federer  | C (6)       | C (1)       | C (8)       | C (5)       | C (6)               | C (5)    | C (4)    | F (4)    | C (6)¤   | F (4)    | C (2)    | C (7)    | C (3)¤   | C (1)    |                 |
| 185     | Total          | 66          | 66          | 66          | 66          | 13                  | 105      | 105      | 105      | 105      | 105      | 105      | 105      | 105      | 105      | 2               |

^Recordul absolut apare subliniat.

¤ denotă că au fost câștigate titluri în diferite turnee.

### Clasamentul ATP
Big Three au monopolizat primul loc în clasamentul ATP la simplu timp de 906 săptămâni (echivalentul a 17 ani). Djokovic a fost clasat pe locul 1 pentru un record ATP de 387 de săptămâni, Federer pentru 310 săptămâni și Nadal pentru 209 săptămâni. Fiecare jucător a ocupat prima poziție la sfârșitul anului de cel puțin cinci ori, Djokovic deținând recordul ATP cu șapte.
| Clasament ATP         | 2004 | 2005 | 2006 | 2007 | 2008 | 2009 | 2010 | 2011 | 2012 | 2013 | 2014 | 2015 | 2016 | 2017 | 2018 | 2019 | 2020 | 2021 | 2022 | 2023 | Total |
| --------------------- | ---- | ---- | ---- | ---- | ---- | ---- | ---- | ---- | ---- | ---- | ---- | ---- | ---- | ---- | ---- | ---- | ---- | ---- | ---- | ---- | ----- |
| Clasament ATP         | 1F   | 1F   | 1F   | 1F   | 1N   | 1F   | 1N   | 1D   | 1D   | 1N   | 1D   | 1D   | 2D   | 1N   | 1D   | 1N   | 1D   | 1D   | 2N   | 1D   | Total |
| Săptămâni ca Nr. 1    |      |      |      |      |      |      |      |      |      |      |      |      |      |      | 310F |      | 209N |      |      | 480D | 999   |
| Sârșit de an ca Nr. 1 |      |      |      |      |      | 5F   |      |      |      |      |      |      |      |      |      | 5N   |      |      |      | 8D   | 18    |

### Meciuri directe
Rivalitățile dintre Big Three sunt considerate a fi unele dintre cele mai mari rivalități de tenis din toate timpurile, și sunt cele mai prolifice trei rivalități masculine din era deschisă. Ei au jucat 150 de meciuri unul împotriva celuilalt, dintre care 49 la turnee de Grand Slam. Au participat în 71 de finale, inclusiv 23 de finale de Grand Slam, mai mult decât orice alt trio din istoria tenisului. În prezent, Djokovic conduce în meciurile directe atât împotriva lui Federer, cât și a lui Nadal.
| Jucător        | Djokovic | Nadal | Federer | Victorii %    | Finale %      |
| -------------- | -------- | ----- | ------- | ------------- | ------------- |
| Novak Djokovic |          | 31–29 | 27–23   | 57–52 (52.3%) | 28–19 (59.6%) |
| Rafael Nadal   | 29–30    |       | 24–16   | 53–46 (53.5%) | 27–25 (51.9%) |
| Roger Federer  | 23–27    | 16–24 |         | 39–51 (43.3%) | 16–27 (37.2%) |

### Premii în bani
Djokovic, Federer, Nadal sunt primii trei lideri ai premiilor în bani din toate timpurile (neajustați pentru inflație).
| Premii în bani în carieră | Premii în bani în carieră |
| ------------------------- | ------------------------- |
| Novak Djokovic            | 187.086.939 $             |
| Rafael Nadal              | 134.640.719 $             |
| Roger Federer             | 130.594.339 $             |

- Corect la data de 8 iunie 2025 .

## Comparație generală a recordurilor majore
| Record major                        | Djokovic             | Nadal                | Federer              |
| ----------------------------------- | -------------------- | -------------------- | -------------------- |
| Grand Slam                          | 24                   | 22                   | 20                   |
| Turneul Campionilor                 | 7                    | —                    | 6                    |
| ATP 1000                            | 40 (9/9)             | 36 (7/9)             | 28 (7/9)             |
| Jocuri Olimpice                     | 1 Aur 1 Bronz        | 1 Aur                | 1 Argint             |
| Săptămâni ca Nr. 1                  | 428                  | 209                  | 310                  |
| Sârșit de an ca Nr. 1               | 8                    | 5                    | 5                    |
| Cele mai importante turnee          | 72                   | 59                   | 54                   |
| Total titluri ATP                   | 100                  | 92                   | 103                  |
| Victorii în fața jucătorilor Top 10 | 258                  | 186                  | 224                  |
| Meciuri directe                     | 27–23 (F), 31–29 (N) | 29–30 (D), 24–16 (F) | 23–27 (D), 16–24 (N) |

^ Recordurile sunt indicate cu caractere îngroșate.

## Cursa titlurilor de Grand Slam
Big Three au concurat pentru a câștiga cele mai multe titluri de Grand Slam masculin din toate timpurile. Federer a condus pentru prima dată trio-ul câștigând primul său titlu de Grand Slam la simplu la Wimbledon 2003. El a doborât recordul lui Pete Sampras de 14 titluri de Grand Slam la Wimbledon 2009. După Australian Open 2010, Federer avea 16 titluri, Nadal 6 și Djokovic 1, acesta fiind vârful avantajului lui Federer față de Nadal și Djokovic. După ce a câștigat Openul Francez din 2016, Djokovic a ajuns la 2 titluri față de Nadal (14 vs. 12), dar în următorii doi ani, Nadal și Federer și-au extins din nou avantajul față de Djokovic. După Openul Francez din 2018, Federer, Nadal și Djokovic aveau 20, 17 și, respectiv, 12 titluri.
În anii 2010, conducerea lui Federer s-a redus treptat, culminând când Nadal a egalat recordul de 20 de titluri al lui Federer cu victoria sa la Openul Francez din 2020. Ulterior, cele trei victorii ale lui Djokovic în 2021 l-au adus pe picior de egalitate cu Federer și Nadal, când pentru singura dată toți cei trei jucători au avut un număr egal de titluri. La Australian Open 2022, Nadal i-a depășit atât pe Federer, cât și pe Djokovic, și a continuat să câștige al 22-lea trofeu de Grand Slam la Openul Francez din 2022.  Ulterior, Djokovic a câștigat Wimbledon 2022, Australian Open 2023, French Open 2023 și US Open 2023, depășindu-i pe Federer și Nadal. Federer s-a retras din tenis la 23 septembrie 2022 cu 20 de titluri de Grand Slam.